# Santo Antônio dos Lopes
Santo Antônio dos Lopes là một đô thị thuộc bang Maranhão, Brasil. Đô thị này có diện tích 770,19 km², dân số năm 2007 là 14170 người, mật độ 18,4 người/km².